# Аккурган (городище)
Аккурган (Ак-Курган) — городище XV—XVIII веков на юге Казахстана. Упоминается в трудах средневековых авторов. Аккурган, а также города Сыганак, Созак по собственной воле вошли во владения Абулхайр-хана. По сведениям «Книги Большого чертежа», Аккурган находился в 70 км от города Жанакорган, в 110 км от города Сайрам. Хорошо сохранились остатки древнего города. Впервые были исследованы Отырарской археологической экспедицией в 1970 году. Холм в форме трапеции в двух уровнях. Площадь самого высокого уровня составляет 150×110 м, высота 6 м. Стены имеют параметры: восточная — 210 м, западная — 240 м, южная и северная — 230 м.